# Quận (Israel)

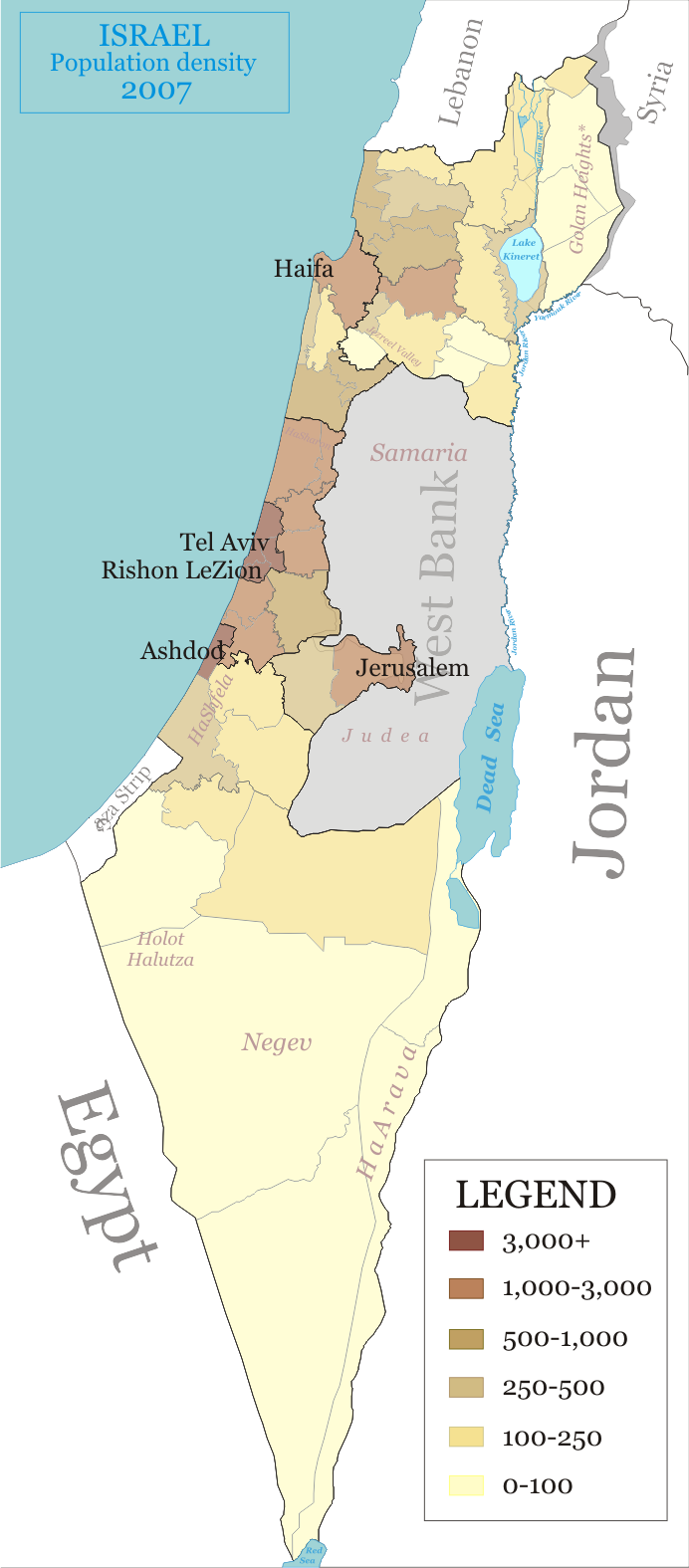
Mật độ dân số theo vùng địa lý, tiểu quận và quận (đương biên đậm hơn cho biết cấp độ hành chính cao hơn).

Có sáu quận của Israel, được biết đến trong tiếng Hebrew là mehozot (מחוזות; số ít: mahoz) và 15 tiểu quận (sub-district) được gọi là nafot (נפות; số ít: nafa). Mỗi tiểu quận được chia thành các vùng tự nhiên(natural regions), và có 50 vùng.
Các con số trong bài viết này được dựa trên con số từ Cục Thống kê Trung ương Israel (Israeli Central Bureau of Statistics) do đó, bao gồm tất cả các địa điểm dưới sự cai trị dân sự của Israel bao gồm cả những vùng lãnh thổ Israel chiếm đóng Vì vậy, tiểu quận Golan và bốn vùng tự nhiên được bao gồm trong các số của tiểu quận và các vùng tự nhiên nó không được công nhận bởi Liên hợp quốc hoặc cộng đồng quốc tế là lãnh thổ Israel. Tương tự như vậy, con số dân số dưới đây cho quận Jerusalem đã được tính toán bao gồm cả Đông Jerusalem đã bị Israel sáp nhập gây nên những tranh cãi rộng rãi. Khu vực Judea và Samaria, tuy nhiên, nó không thuộc một hay tiểu quận nào như Israel đã không được áp dụng thẩm quyền dân sự của nó trong một phần của Bờ Tây.

## Quận Jerusalem
Quận Jerusalem (Mehoz Yerushalayim). Dân số: 907.300
Thủ phủ: Jerusalem

## Quận Bắc
Quận Bắc (Mehoz HaTzafon). Dân số: 1.241.900
Thủ phủ: Nazareth
- Safed (tiểu quận) Dân số: 100.500
- Kinneret (tiểu quận) Dân số: 100.300
- Yizre'el (tiểu quận) Dân số: 444.400
- Akko (tiểu quận) Dân số: 555.300
- Golan (tiểu quận)[2] Dân số: 41.400 trong đó khoảng một nửa là người Syria và một nửa là những người định cư Israel.[3]

## Quận Haifa
Quận Haifa (Mehoz Heifa). Dân số: 880.700
Thủ phủ: Haifa
- Haifa (tiểu quận) Dân số: 529.300
- Hadera (tiểu quận) Dân số: 351.400

## Quận Trung
Quận Central (Mehoz HaMerkaz). Dân số: 1.770.000
Thủ phủ: Ramla
- Sharon (tiểu quận) Dân số: 389.600
- Petah Tikva (tiểu quận) Dân số: 604.600
- Ramla (tiểu quận) Dân số: 282.800
- Rehovot (tiểu quận) Dân số: 493.000

## Quận Tel Aviv
Quận Tel Aviv (Mehoz Tel Aviv). Dân số: 1.227.900
Thủ phủ: Tel Aviv

## Quận Nam
Quận Nam (Mehoz HaDarom). Dân số: 1.201.200
Thủ phủ: Beersheba
- Ashkelon (tiểu quận) Dân số: 456.000
- Be'er Sheva (tiểu quận) Dân số: 565.300

Trước đây Hội đồng khu vực Hof Aza với dân số khoảng 10.000 người định cư Israel là một phần của quận này, nhưng các khu định cư được thành lập đã được sơ tán khi kế hoạch triệt thoái đã được thực hiện trong Dải Gaza. Hiện tại chỉ có cơ quan Điều phối và Quản lý liên lạc (Coordination and Liaison Administration) hoạt động ở đây.

## Vùng Judea và Samaria
Khu vực Judea và Samaria (Ezor Yehuda VeShomron).
Dân số: 327.750 người định cư Israel (cho người Palestine
Thành phố lớn nhất của người Israel: Modi'in Illit
Khu vực này là sự phân loại địa lý cho khu định cư Israel trong Bờ Tây khác hơn là Đông Jerusalem và khu vực Israel thuộc Jordan cũ không có người ở gần Latrun. Khu vực đã dưới sự kiểm soát của Israelkể từ Chiến tranh Sáu ngày 1967 nhưng không được sáp nhập vào Israel, trong khi chờ đàm phán về tình trạng của nó. Nhiều người Israel coi nó là một phần của đất của Israel, nhưng nó không được bất kỳ quốc gia nào hoặc UN công nhận là một phần của Nhà nước Israel. Xem Quyền Quốc gia Palestine cho Chính quyền Palestine. Cơ quan Quản lý dân sự Israel(Israeli Civil Administration) có trách nhiệm phối hợp với PNA.